# Drakar
Drákar je tip (vojne) ladje, ki so ga uporabljali Vikingi. Njegov kljun je oblikovan v podobi zmajeve glave (švedsko drakar - zmaj). Plul je s pomočjo vesel in jadra.